# Stephen Jay Gould
Stephen Jay Gould, ameriški paleontolog, evolucijski biolog in zgodovinar znanosti, * 10. september 1941, New York, Združene države Amerike, † 20. maj 2002, New York.
Gould je eden najbolj znanih evolucijskih biologov svoje generacije, prav tako pa priljubljen avtor poljudnoznanstvenih del za širšo javnost. Večino svojega življenja je poučeval na Univerzi Harvard in deloval v Ameriškem prirodoslovnem muzeju. Njegov najpomembnejši prispevek biologiji je teorija, ki jo je razvil z Nilesom Eldredgeom leta 1972 in predpostavlja, da se evolucijske spremembe dogajajo skokovito, med temi skoki pa so daljša obdobja stabilnosti v zgradbi organizmov (t. i. punctuated equilibrium).
Javno je nasprotoval kreacionizmu in bil mnenja, da bi morali biti znanost in religija dve povsem ločeni področji človeške dejavnosti.